# Кожелух, Ян Антонин
Ян Евангелиста Антонин Томаш Кожелух (чеш. Jan Evangelista Antonín Tomáš Koželuh; 14 декабря 1738, Вельвари — 3 февраля 1814, Прага) — чешский композитор. Двоюродный брат (и первый учитель) композитора Леопольда Кожелуха, с которым его нередко путают.

## Биография
Учился в колледже иезуитов в Бренице, затем в Праге у Йозефа Зегера и в Вене у Кристофа Виллибальда Глюка и Флориана Гассмана, а после смерти последнего — у Антонио Сальери. По возвращении в Прагу около 30 лет был концертмейстером Собора Святого Вита и почти 40 лет — органистом Страговского монастыря.
Среди произведений Кожелуха — оперы «Александр в Индии» (1769) и «Демофонт» (1772), многочисленные мессы, Реквием.
Музыкальный педагог, среди его известных учеников был Ян Витасек.